# Mao (manga)
Mao (jap. マオ) – manga autorstwa Rumiko Takahashi, publikowana na łamach magazynu „Shūkan Shōnen Sunday” wydawnictwa Shōgakukan od maja 2019. Na jej podstawie studio Sunrise wyprodukuje serial anime, którego premiera zaplanowana jest na 2026 rok.

## Fabuła
Historia opowiada o Nanoki Kibie, dziewczynie, która jako dziecko była bliska śmierci z powodu tajemniczego wypadku w centrum handlowym Gogyō. Pewnego dnia, podczas spaceru opuszczoną ulicą, zostaje przeniesiona do ery Taishō, gdzie spotyka tajemniczego ayakashi imieniem Mao, który być może wie więcej o wypadku, jaki ją spotkał, oraz o dziwnych wydarzeniach z jej udziałem.

## Bohaterowie
- Mao (jap. 摩緒)

Seiyū: Yūki Kaji 
- Nanoka Kiba (jap. 黄葉 菜花 Kiba Nanoka)

Seiyū: Natsumi Kawaida 
- Hyakka (jap. 百火)

Seiyū: Hiro Shimono 
- Kuchinawa (jap. 朽縄) / Kamon (jap. 華紋)

Seiyū: Toshiyuki Toyonaga 

## Manga
Manga została zapowiedziana 4 grudnia 2018. Pierwszy rozdział ukazał się 8 maja 2019 w magazynie „Shūkan Shōnen Sunday”. Dwuczęściowy wywiad między Takahashi a Satoru Nodą, autorem serii Golden Kamuy, został opublikowany w „Shūkan Shōnen Sunday” i „Shūkan Young Jump”, aby uczcić nadchodzący pierwszy tom Mao i nowy tom Golden Kamuy we wrześniu 2019. Wydawnictwo Shōgakukan zebrało rozdziały mangi w poszczególne tankōbony, których pierwszy tom został opublikowany 18 września 2019. Według stanu na 16 maja 2025, do tej pory wydano 24 tomy.
| Nr | Data wydania (język japoński) | ISBN (język japoński)  |
| -- | ----------------------------- | ---------------------- |
| 1  | 18 września 2019              | ISBN 978-4-09-129310-7 |
| 2  | 18 listopada 2019             | ISBN 978-4-09-129446-3 |
| 3  | 17 stycznia 2020              | ISBN 978-4-09-129547-7 |
| 4  | 18 maja 2020                  | ISBN 978-4-09-850078-9 |
| 5  | 18 sierpnia 2020              | ISBN 978-4-09-850174-8 |
| 6  | 16 października 2020          | ISBN 978-4-09-850266-0 |
| 7  | 18 stycznia 2021              | ISBN 978-4-09-850385-8 |
| 8  | 17 marca 2021                 | ISBN 978-4-09-850395-7 |
| 9  | 16 lipca 2021                 | ISBN 978-4-09-850531-9 |
| 10 | 18 października 2021          | ISBN 978-4-09-850723-8 |
| 11 | 18 stycznia 2022              | ISBN 978-4-09-850867-9 |
| 12 | 17 marca 2022                 | ISBN 978-4-09-851008-5 |
| 13 | 17 czerwca 2022               | ISBN 978-4-09-851151-8 |
| 14 | 12 października 2022          | ISBN 978-4-09-851262-1 |
| 15 | 18 stycznia 2023              | ISBN 978-4-09-851534-9 |
| 16 | 18 kwietnia 2023              | ISBN 978-4-09-852029-9 |
| 17 | 18 sierpnia 2023              | ISBN 978-4-09-852614-7 |
| 18 | 17 listopada 2023             | ISBN 978-4-09-853012-0 |
| 19 | 16 lutego 2024                | ISBN 978-4-09-853112-7 |
| 20 | 17 maja 2024                  | ISBN 978-4-09-853294-0 |
| 21 | 17 sierpnia 2024              | ISBN 978-4-09-853545-3 |
| 22 | 18 listopada 2024             | ISBN 978-4-09-853679-5 |
| 23 | 17 lutego 2025                | ISBN 978-4-09-854009-9 |
| 24 | 16 maja 2025                  | ISBN 978-4-09-854112-6 |

## Anime
W lipcu 2025 roku ogłoszono, że manga otrzyma adaptację w formie telewizyjnego serialu anime. Za produkcję odpowiadać będzie studio Sunrise, a premiera zaplanowana  jest na drugi kwartał 2026 w stacji NHK General TV. Stanowisko reżysera obejmie Teruo Sato, scenariusz napisze Yūko Kakihara, projekty postaci stworzy Yoshihito Hishinuma, a muzykę skomponuje Shū Kanematsu.

## Odbiór
Do lipca 2021 seria rozeszła się w nakładzie 1 miliona egzemplarzy. Redakcja magazynu „School Library Journal” wymieniła pierwszy tom Mao jako jedną z 10 najlepszych mang 2021 roku.